# Henri Koch (Bobfahrer)
Henri Koch (* 14. Oktober 1904; † 11. Mai 1954) war ein luxemburgischer Bobfahrer.

## Karriere
Henri Koch nahm mit Anschieber Gustav Wagner an den Olympischen Winterspielen 1936 in Garmisch-Partenkirchen teil. Im Zweierbob-Wettkampf fuhr das Duo im letzten der vier Läufe zu hoch in die Bayernkurve der Olympia-Bobbahn Rießersee und kam über die Bahn hinaus. Sie wurden vom sofort zur Stelle gewesenen Sanitätsdienst abtransportiert. Während Wagner nur leichte Schürfungen erlitt, trug Koch ziemlich schwere Quetschungen und eine Schnittwunde davon.